# 熊景
熊景（1432年—1487年），字開甫，别號闲住翁，江西南昌府南昌縣人，民籍。明朝政治人物。進士出身。

## 生平
生于宣德壬子七月十五日。天順三年（1459年）己卯科江西鄉試第七十四名。成化五年（1469年）乙丑科會試第一百七十名，殿試登進士第二甲第五十一名，授刑部主事，升员外郎，十五年（1479年）擢廣西僉事，二十年以终养辞官。二十三年丁未十月二十九日卒，年五十六。

## 家族
曾祖熊德讓，曾任稅課司大使。祖父熊素敬。父亲熊資直。元配傅氏，生二子：熊葵、熊葛。